# پشه‌های بی‌نیش
پشه‌های بی‌نیش (نام علمی: Chironomidae) نام یک تیره از زیرراسته نخ‌شاخان است.